# Саттон, Даррел
Да́ррел Ро́берт Са́ттон (англ. Darrel Sutton; 9 июля 1947, Лак-ла-Биш, Альберта — 2 августа 2018, Эдмонтон) — канадский кёрлингист.
В составе мужской сборной Канады участник чемпионата мира 1974 (заняли четвёртое место). Чемпион Канады среди мужчин.
Играл на позиции первого.

## Достижения
- Чемпионат Канады по кёрлингу среди мужчин: золото (1974).

## Команды
| Сезон   | Четвёртый   | Третий    | Второй        | Первый        | Турниры                     |
| ------- | ----------- | --------- | ------------- | ------------- | --------------------------- |
| 1973—74 | Эктор Жерве | Рон Энтон | Уоррен Хансен | Даррел Саттон | ЧК 1974 · ЧМ 1974 (4 место) |

(скипы выделены полужирным шрифтом)